# Владислав Карлович
Владислав Александрович Карлович (на руски: Владислав Александрович Карлович) е руски офицер, подполковник. Участник в Руско-турската война (1877 – 1878).

## Биография
Владислав Карлович е роден през 1849 г. в семейство на потомствен дворянин. Ориентира се към военното поприще. Завършва Военнотопографското училище (1872). Извършва топографско заснемане в Курляндска губерния (1872 – 1876).
Участва в Руско-турската война (1877 – 1878). Служи като младши офицер във военнотопографския отдел на Полевия щаб. Извършва топографско заснемане на Ловеч през есента на 1877 г. След войната на тази основа е създадена професионална топографска карта на града в мащаб 1:250 сажена. На нея е нанесен ходът на бойните действия при Ловеч на 20, 21, 22 и 23 август 1877 г.
След войната извършва топографското заснемане на райони на Западна България (1878 – 1881), Северозападното гранично пространство на Руската империя и Гродненска губерния (1881 – 1893). Повишен е във военно звание подполковник през 1890 г.